# Kōta Fujimoto
Kōta Fujimoto (藤本 康太 Fujimoto Kōta?,  Kumamoto, 2 de abril de 1986) es un exfutbolista japonés. Jugaba de centrocampista o defensa y su único equipo fue el Cerezo Osaka de Japón.
En noviembre de 2019 anunció su retirada como futbolista tras 15 años como profesional, todos ellos en el Cerezo Osaka.

## Trayectoria

### Clubes
| Club                           | País  | Año       |
| ------------------------------ | ----- | --------- |
| Cerezo Osaka                   | Japón | 2005-2019 |
| Cerezo Osaka sub-23 (préstamo) | Japón | 2016-2019 |

### Selección nacional
| Selección | País  | Año       |
| --------- | ----- | --------- |
| Sub-20    | Japón | 2004-2005 |
| Sub-23    | Japón | 2006      |

## Estadísticas

### Clubes
Actualizado al 23 de febrero de 2017.
| Rendimiento de club | Rendimiento de club | Rendimiento de club | Liga     | Liga  | Copa               | Copa               | Copa de la Liga | Copa de la Liga | Continental | Continental | Otro     | Otro  | Total    | Total |
| Año                 | Club                | Liga                | Partidos | Goles | Partidos           | Goles              | Partidos        | Goles           | Partidos    | Goles       | Partidos | Goles | Partidos | Goles |
| Japón               | Japón               | Japón               | Liga     | Liga  | Copa del Emperador | Copa del Emperador | Copa J. League  | Copa J. League  | AFC         | AFC         | Otro     | Otro  | Total    | Total |
| ------------------- | ------------------- | ------------------- | -------- | ----- | ------------------ | ------------------ | --------------- | --------------- | ----------- | ----------- | -------- | ----- | -------- | ----- |
| 2005                | Cerezo Osaka        | J1 League           | 2        | 0     | 0                  | 0                  | 0               | 0               | –           | –           | –        | –     | 2        | 0     |
| 2006                | Cerezo Osaka        | J1 League           | 2        | 0     | 0                  | 0                  | 0               | 0               | –           | –           | –        | –     | 2        | 0     |
| 2007                | Cerezo Osaka        | J2 League           | 18       | 1     | 0                  | 0                  | –               | –               | –           | –           | –        | –     | 18       | 1     |
| 2008                | Cerezo Osaka        | J2 League           | 2        | 0     | 0                  | 0                  | –               | –               | –           | –           | –        | –     | 2        | 0     |
| 2009                | Cerezo Osaka        | J2 League           | 27       | 4     | 0                  | 0                  | –               | –               | –           | –           | –        | –     | 27       | 4     |
| 2010                | Cerezo Osaka        | J1 League           | 17       | 0     | 0                  | 0                  | 5               | 0               | –           | –           | –        | –     | 22       | 0     |
| 2011                | Cerezo Osaka        | J1 League           | 19       | 2     | 3                  | 0                  | 1               | 0               | 6           | 0           | –        | –     | 29       | 2     |
| 2012                | Cerezo Osaka        | J1 League           | 32       | 0     | 2                  | 1                  | 8               | 2               | –           | –           | –        | –     | 42       | 3     |
| 2013                | Cerezo Osaka        | J1 League           | 28       | 0     | 2                  | 0                  | 5               | 0               | –           | –           | –        | –     | 35       | 0     |
| 2014                | Cerezo Osaka        | J1 League           | 17       | 1     | 3                  | 1                  | 0               | 0               | 4           | 0           | –        | –     | 0        | 0     |
| 2015                | Cerezo Osaka        | J2 League           | 0        | 0     | 0                  | 0                  | –               | –               | –           | –           | 0        | 0     | 0        | 0     |
| 2016                | Cerezo Osaka        | J2 League           | 17       | 0     | 2                  | 0                  | –               | –               | –           | –           | 2        | 0     | 21       | 0     |
| 2016                | Cerezo Osaka sub-23 | J3 League           | 2        | 0     | –                  | –                  | –               | –               | –           | –           | –        | –     | 2        | 0     |
| Total de carrera    | Total de carrera    | Total de carrera    | 183      | 8     | 12                 | 2                  | 19              | 2               | 10          | 0           | 2        | 0     | 216      | 20    |

## Palmarés

### Títulos nacionales
| Título             | Club         | País  | Año  |
| ------------------ | ------------ | ----- | ---- |
| Copa J. League     | Cerezo Osaka | Japón | 2017 |
| Copa del Emperador | Cerezo Osaka | Japón | 2017 |
| Supercopa de Japón | Cerezo Osaka | Japón | 2018 |